# Ali-Naghi Waziri

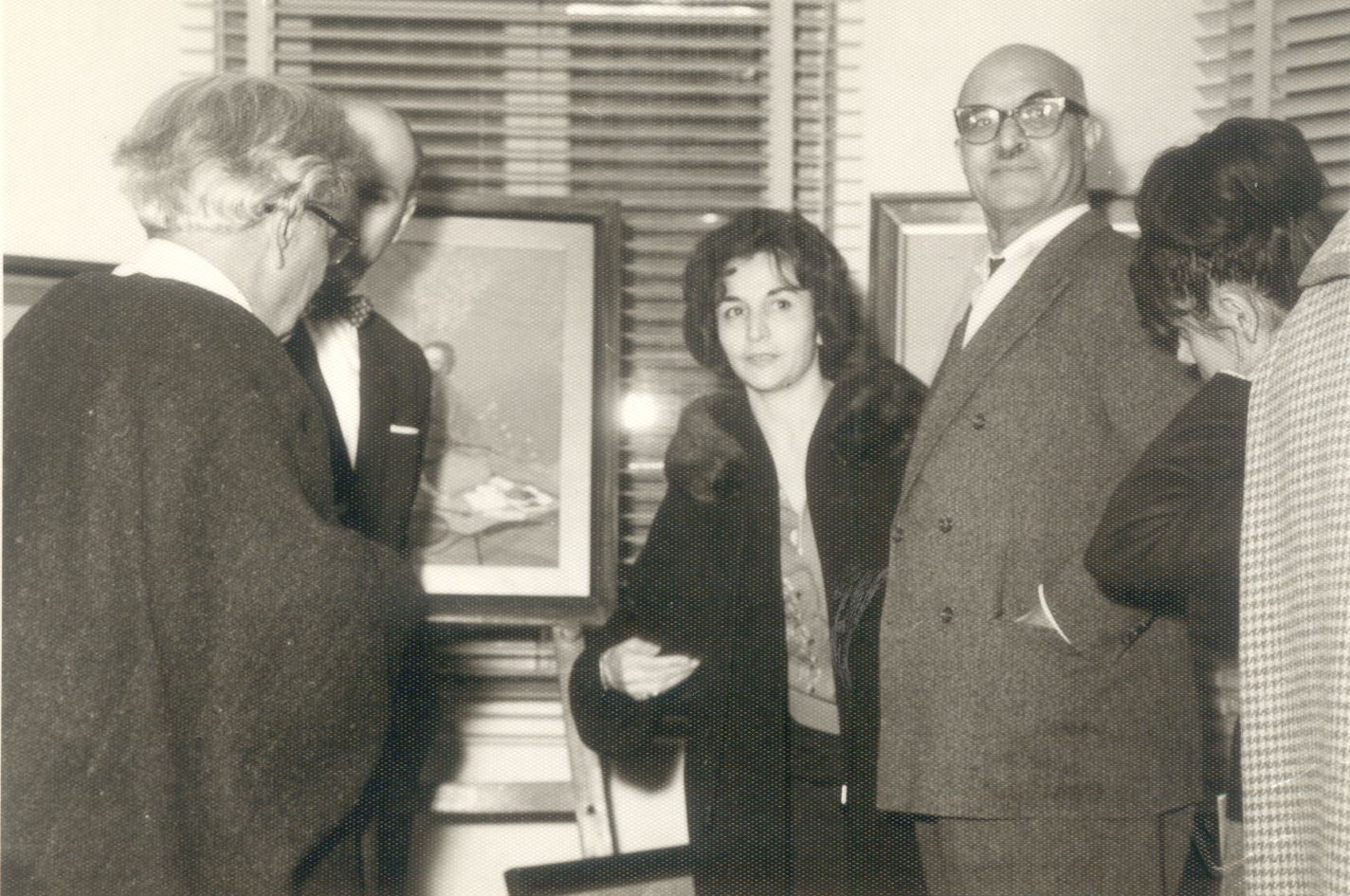
Ali-Naghi Waziri

Ali-Naghi Waziri (ur. w 1887 w Teheranie, zm.  9 września 1979) – irański muzyk, kompozytor i muzykolog, wirtuoz gry na tarze, dyrektor Konserwatorium Muzycznego Iranu.  

## Życiorys
Ali-Naghi Waziri urodził się w 1887 w Teheranie jako syn wysokiego oficera MuqChana Mirpandża i jego żony Bibi Chanom, pisarki i aktywistki ruchu kobiecego. 
W wieku czternastu lat, z inicjatywy ojca, został przyjęty do służby wojskowej. Wkrótce wyjechał wraz z ojcem do wojsk stacjonujących w Golestanie, gdzie nauczył się gry na trąbce od trębacza wojskowego. Po powrocie do Teheranu, na własną prośbę, rozpoczął u wuja naukę gry na tradycyjnym instrumencie tarze. 
Waziri sympatyzował z ruchem rewolucyjnym, dążącym do wprowadzenia demokracji konstytucyjnej. W 1909 roku został z tego powodu oskarżony o niesubordynację i groził mu areszt. Jednak wraz ze zmianą nastrojów w armii został awansowany do stopnia pułkownika i objął dowodzenie siłami bezpieczeństwa w Mazandaran i Gorgan. Wraz z wybuchem I wojny światowej i rosnącą presją Wielkiej Brytanii i Rosji, Waziri był coraz bardziej niezadowolony z kariery w wojsku. Odszedł z armii w 1917 roku, postanawiając poświęcić się całkowicie muzyce. 
Zainteresowania muzyczne zaowocowały nauką gry na rozmaitych instrumentach, m.in. gry na skrzypcach u Hosejna Hangafarina, który również nauczył Waziriego zachodniego zapisu nutowego. Waziri opanował grę na skrzypcach tradycyjnych kamancze, santurze i mandolinie. Jednocześnie dalej doskonalił swoje umiejętności gry na tarze, m.in. pod kierunkiem Mirzy Abdollaha – uznanego wirtuoza gry na tarze and setarze. Waziri opracował pierwszą nutową transkrypcję radifów Mirzy Abdollaha i Aghi Hosejn-Gholego. Wersja ta była pierwotnie uznawana za zaginioną, odnalazła się u ucznia Waziriego Musy Marufiego (1889–1965), który opracował materiał mistrza, dodając krótsze radify Darwisza Chana oraz zapisy Mahdi Gholego Hedajata. Dzieło Marufiego zostało wydane przez irańskie Ministerstwo Kultury i Sztuki w 1963 roku. 
W 1918 roku Waziri, jako pierwszy Irańczyk, wyjechał uczyć się kompozycji, gry na fortepianie i śpiewu w Paryżu i Berlinie. Towarzyszył mu przyjaciel i mentor Mostafagholi Chan Bajat, który również wspomagał Waziriego finansowo. W Paryżu w Ecole Superieure de Musique uczęszczał m.in. na zajęcia teoretyczne z zakresu harmonii i dalej doskonalił grę na skrzypcach i fortepianie, kompozycji uczył się prywatnie u Paula Vidala (1863–1931). W 1921 roku przeniósł się do Berlina, gdzie kontynuował studia kompozycji w Hochschule für Musik. Podczas pobytu w Berlinie związał się z grupą perskich intelektualistów, którzy wydawali periodyk Armaghan, gdzie Waziri opublikował swój pierwszy artykuł Sanaje-e mostazrafa. W Berlinie również wydał swoją pierwszą książkę o muzyce Dastur-e tar.        
Po powrocie do Persji w 1923, Waziri założył własną szkołę muzyczną, przyszkolną orkiestrę oraz stowarzyszenie muzyczne Kolub-e musighi. W szkole nauczał gry na instrumentach tradycyjnych a także na skrzypcach i fortepianie, prowadził zajęcia teoretyczne zarówno w zakresie klasycznej muzyki zachodniej jak i tradycyjnej perskiej. Była to pierwsza placówka edukacyjna w Iranie, gdzie na równi nauczano zachodniej i irańskiej muzyki klasycznej. Waziri uzyskał również zgodę władz na utworzenie dwóch klas żeńskich, chociaż kobietom nie wolno było uczestniczyć w zajęciach muzycznych.  
Do stowarzyszenia Waziriego należeli pisarze, poeci i uczeni, m.in. Mohammad Hedżazi, Ali-Akbar Dehchoda i Gholamreza Raszid-Jasemi. Klub stał się forum dla wymiany intelektualnej i kulturalnej, Waziri prowadził wykłady na temat muzyki jako sztuki i jej miejsca w społeczeństwie. Wykłady były otwarte zarówno dla mężczyzn jak i dla kobiet.  
W 1928 roku, oprócz prowadzenia własnej placówki, Waziri został dyrektorem Szkoły Muzycznej Madrasa-je muzik, założonej sześćdziesiąt lat wcześniej by kształcić muzyków do orkiestr wojskowych. Waziri zreformował nauczanie w szkole państwowej, przenosząc wiele rozwiązań z własnej placówki. Szkoły zostały następnie połączone w Konserwatorium Muzyczne, które poprowadził Waziri. W 1934 Waziri został zwolniony z powodu konfliktu z dworem. Waziri miał zostać poproszony przez Szacha, by wraz z orkiestrą szkolną przygrywać podczas uroczystej kolacji z udziałem następcy tronu Szwecji. Waziri miał jednak odmówić, ponieważ nie chciał występować w trakcie gdy goście mieli jeść. Prawdziwej przyczyny upatrywać należy w zamianie polityki kulturowej Szacha. Waziriego na stanowisku dyrektora Konserwatorium zastąpił Gholamhosejn Minbaszijan, który przestawił nauczanie w szkole na tory zachodnie, usuwając tradycyjną muzykę irańską z planu zajęć. 
Waziri wycofał się ze aktywnej działalności muzycznej, poświęcając się kompozycji. W 1936 objął nowo utworzoną katedrę estetyki na uniwersytecie w Teheranie, dając wykłady z muzyki, historii sztuki a nawet architektury.   
Po abdykacji Rezy Szaha Pahlawiego w 1941 roku, powrócił na stanowisko dyrektora Konserwatorium i wraz z Ruhollahem Khaleqim założył Orkiestrę Nowin przy Radiu Iran. W Radiu Teheran objął kierownictwo działu muzycznego.  
W 1946 roku, po zmianie rządu, został ponownie zwolniony, po czy poświęcił się pracy akademickiej aż do emerytury w 1965 roku. Uczniami Waziriego byli Ruhollah Chaleghi, Abolhassan Saba, Musa Marufi i Dżawad Marufi.  
Waziri zmarł 9 września 1979 roku. Do jego osiągnięć należą opracowanie perskiego zapisu dźwięków unikalnych dla perskiej tradycji muzycznej, przetłumaczenie zachodniej terminologii muzycznej na język perski, wynalezienie nowych instrumentów, napisanie pierwszego podręcznika muzyki irańskiej z zapisem nutowym.

## Publikacje
- Dastur-e tar, Berlin, 1922[1]
- Dar alam-e musighi wa sanat, 1925[1]
- Dastur-e dżadid-e tar, Teheran, 1936[1]
- Dastur-e wijolon, Teheran, 1933–37[1]
- Musighi-je nazari, Teheran, 1934[1]
- Sorudha-je madares, Teheran, 1933[1]
- Ziba-szenasi dar honar wa tabiʿat, Teheran, 1950[1]
- Tarich-e omumi-je honarha-je mosawwar, ghabl az tarich ta Eslam, Teheran, 1961[1]